# Cruzada de Esmirna
Las cruzadas de  Esmirna (1343-1351) fueron dos Cruzadas enviadas por el Papa Clemente VI contra el Emirato de Aydin bajo Umur Beg que tenía como su principal objetivo la ciudad costera de Esmirna en Asia Menor.
La primera cruzada de Esmirna fue idea de Clemente VI. La amenaza de la piratería turca en el Mar Egeo había inducido a los predecesores de Clemente, Juan XXII y Benedicto XII, para mantener una flota de cuatro galeras para defender los barcos cristianos, pero a partir de la década de 1340 Clemente trato con la ayuda de Venecia de expandir este esfuerzo en una completa expedición militar.
Clemente comisionó a Enrique de Asti, el patriarca católico de Constantinopla, para organizar una liga contra los turcos, que habían incrementado su piratería en el mar Egeo en los últimos años. Hugo IV de Chipre y la Orden del Hospital se le unieron y, el 2 de noviembre de 1342, el Papa envió cartas para que participaran los hombres y los barcos de Venecia. La bula papal concedió la indulgencia de la Cruzada y se autorizó su predicación en toda Europa, Insurgentibus contra fidem, se publicó el 30 de septiembre.
La primera cruzada de Esmirna comenzó con una serie de victorias navales y terminó con un asalto exitoso en Esmirna, capturando el puerto y la ciudadela, pero no la acrópolis, el 28 de octubre de 1344. En un gesto de exceso de confianza, el 17 de enero de 1345 Enrique de Asti trató de celebrar la misa en una estructura abandonada que creía que había sido la catedral del metropolitano. En medio del servicio Umur abatió sobre la congregación. En la masacre que siguió los líderes de la cruzada murieron, entre ellos el Patriarca, Martino Zaccaria y el comandante veneciano Pietro Zeno.
La precaria situación de los cruzados en Asia impulsó al Papa para organizar una segunda expedición en 1345. En noviembre, bajo el mando de Humberto II de Vienne, la segunda cruzada de Esmirna partió de Venecia. En febrero de 1346 se obtuvo una victoria sobre los turcos en Mitilene, pero Humberto hizo en Esmirna poco más que una incursión contra los turcos y fortificó la sección cristiana de la ciudad. Los siguientes cinco años fueron ocupadas por Clemente VI con intentos de negociar una tregua con los turcos, que mantenía Esmirna en constante asedio por tierra, y la ayuda financiera y militar directa a la ciudad. Aunque su preocupación por la Cruzada terminó abruptamente en septiembre de 1351, la ciudad de Esmirna permaneció en manos cristianas hasta 1402.